# Argumentum ad hominem
Разлогом на човека, уместо разлогом на разлог (лат. argumentum ad hominem, или само ) је стари логички софизам и може се рећи безобразлук коме су спонтано склони скоро сви људи, а који се показује у томе да супарник у разговору (расправи) не иде разлогом на разлог, него разлогом на човека и тако жели да обеснажи његову логичку и искуствену аргументацију.
Аd hominem разумно размишљање није увек погрешно, на пример, када је повезан са веродостојношћу исказа чињенице или када се користи у одређеним врстама морала и практичног размишљања.
Погрешно ad hominem разумно размишљање је обично категорисано као један неформални силогизам, тачније као генски силогизам, поткатегорија силогизма безначајности.
Argumentum ad hominem је логичка грешка зато што особина неке особе и околности не утичу на ваљаност тврдње коју износи. Грешка настаје због врсте когнитивне пристраности где опажање једне особине утиче на опажање осталих особина. Супротна логичка грешка је argumentum pro hominem (лат. аргумент за човека). Овде се тврди да је аргумент исправан зато што га излаже неко ко има позитивне особине личности или је популаран.

## Типови

### Злоупотреба
Злоупотреба термина аd hominem обично садржи напад на особине супарника као начин да се оповргну њихови аргументи. Изједначавање нечије личности са утиском њиховог аргумента је логички силогизам.

### 
Ad hominem tu quoque (књижевно: „ти такође“) се односи на тврдњу да је извор доношења аргумента говорио или деловао на начин који није у складу са аргументом. У посебном случају, ако Извор А критикује поступке Извора Б, tu quoque одговор је да је Извор А поступио на исти начин. Овај аргумент је лажан јер не оповргава претпоставку; ако је премиса истина, онда Извор А може бити лицемер, али то не чини изјаву мање веродостојном из логичке перспективе. Заиста, Извор А може бити у положају да пружи лични доказ да би подржао аргумент.
На пример, отац може рећи свом сину да не почне да пуши да не би зажалио када буде старији, а син ће показати да његов отац јесте пушач или да је то био.

### Опширније
Ad hominem circumstantial указује на то да околности у којима се неко налази омогућавају да се заузме одређени став. Ad hominem circumstantial представља напад на предрасуде извора. То је погрешно, јер распоред за прављење одређених аргумената не прави аргумент лажним; ово се поклапа са генетским силогизмом (аргумент да тврдња није тачна због свог извора).
Посредна заблуда важи само када извор, заузимајући став, прави само логичан аргумент из премиса које су опште прихваћене. Где извор настоји да убеди гледаоце у истинитост премиса захтевима власти или личним посматрањем, посматрање њихових околности може да смањи доказану тежину тврдњама, понекад на нулу.

#### Примери:
1. Познато сведочење Менди Рајс-Дејвис током Профјумо афере, "Он би, зар не?", представља пример важећег посредног аргумента. Њена поента је била да би човек на високом положају, оптужен за аферу са проститутком, негирао тврдњу било да је тачна или нетачна. Његово негирање, само по себи, пружа мало доказа против тврдње о истој. Напомена, међутим, да је тај доказ исправан само утолико што обезвређује порицање; то не поткрепљује првобитну тврдњу. Да протумачиш неважећи доказ о порицању као важећи за првобитну тврдњу је погрешно (на неколико различитих основа, укључујући и argumentum ad hominem ); међутим, вероватно је да би човек који се испитује порекао аферу која се заправо десила, али није ништа мање вероватно да би порекао ону која се никад није десила.

1. Гласнер предлаже да је Бенет на неки начин није квалификован да критикује реп музику због ставова које је сам Бенет заузео по другим питањима. Међутим, Бенет је можда погрешио по тим питањима, као што су финансирање јавне телевизије или незаконитости, то не значи да су његове критике реп-а погрешне.

### Кривица по удружењима
Кривица по удружењима понекад може бити пример ad hominem силогизма ако аргумент нападне извор због сличности између нечијих ставова и тиме чинећи аргумент и друге заступнике аргумената.
Овај облик аргумента, гласи:
1. Извор С чини исказ Ц.
2. Група Г, коју прималац тренутно гледа негативно, такође чини исказ Ц.
3. Према томе, извор С, прималац тврдње посматра као удруженог са групом Г и наслеђује колико је негативно сагледан.

Као пример ове заблуде могао би бити: "Мој противник за посао управо је добио од Папи Хејтерс Удружења. Да ли је то особа за коју бисте гласали?"

## Исправно размишљање
Када је израз оповргнут тако што се направи један ad hominem напад на аутора важно је да се направи разлика између тога да ли је израз о коме се ради био аргумент или доказ. У каснијем случају, питање веродостојности човека који је начинио исказ може постати веома важно.

## Критика као заблуда
Даг Волтон, канадски академик и писац, залагао се за то да ad hominem разумно размишљање није увек погрешно и да у неким случајевима питања о људском понашању, особинама, поводима и тако даље су оправдана и битна проблему као када директно укључује циничност, или радње које су контрадикторне субјектовим речима.
Филозоф Чарлс Тејлор се залагао да је ad hominem разумно размишљање (дискутујући о чињеницама, о говорнику или аутору, које су важне за његове исказе) основно да би се разумела одређена морална питања условљена везом између појединаца и моралности (или моралних тврдњи) и пореди ово са необоривим размишљањима (укључујући чињенице које се односе на расправу или су јасно повезане) филозофског натурализма.